# Wijdefjorden
El Wijdefjorden, amb una llargària de 108 km, és el fiord més llarg de Svalbard, Noruega. Es troba a la part nord de l'illa de Spitsbergen, la qual és banyada per l'oceà Àrtic i és la més gran de l'arxipèlag. Discorre aproximadament cap al sud separant la Terra d'Andrée a l'oest de la Terra de Margaretas a l'est.
A l'oest del fiord els penya-segats s'eleven gairebé verticalment fins als 1.000-1.165 metres sobre el nivell del mar. A la capçalera del fiord hi ha muntanyes de fins a 1.636 metres. A la part superior hi ha el pic de Perriertoppen de 1.712 m. L'Åsgardfonna cobreix tota la serralada muntanyenca a l'est. A la part del sud es troba el Parc Nacional d'Indre Wijdefjorden.